# Pagerwojo (Perak)
Pagerwojo is een bestuurslaag in het regentschap Jombang van de provincie Oost-Java, Indonesië. Pagerwojo telt 5093 inwoners (volkstelling 2010).